# Orsotriaena hamilcar
Orsotriaena hamilcar är en fjärilsart som beskrevs av Herbst. Orsotriaena hamilcar ingår i släktet Orsotriaena och familjen praktfjärilar. Inga underarter finns listade i Catalogue of Life.